# Hottonia inflata
Hottonie enflée
Espèce
Hottonia inflata, la Hottonie enflée, est une espèce de plantes à fleurs aquatiques de la famille des Primulaceae, répartie sur la moitié sud-est des États-Unis.

## Description

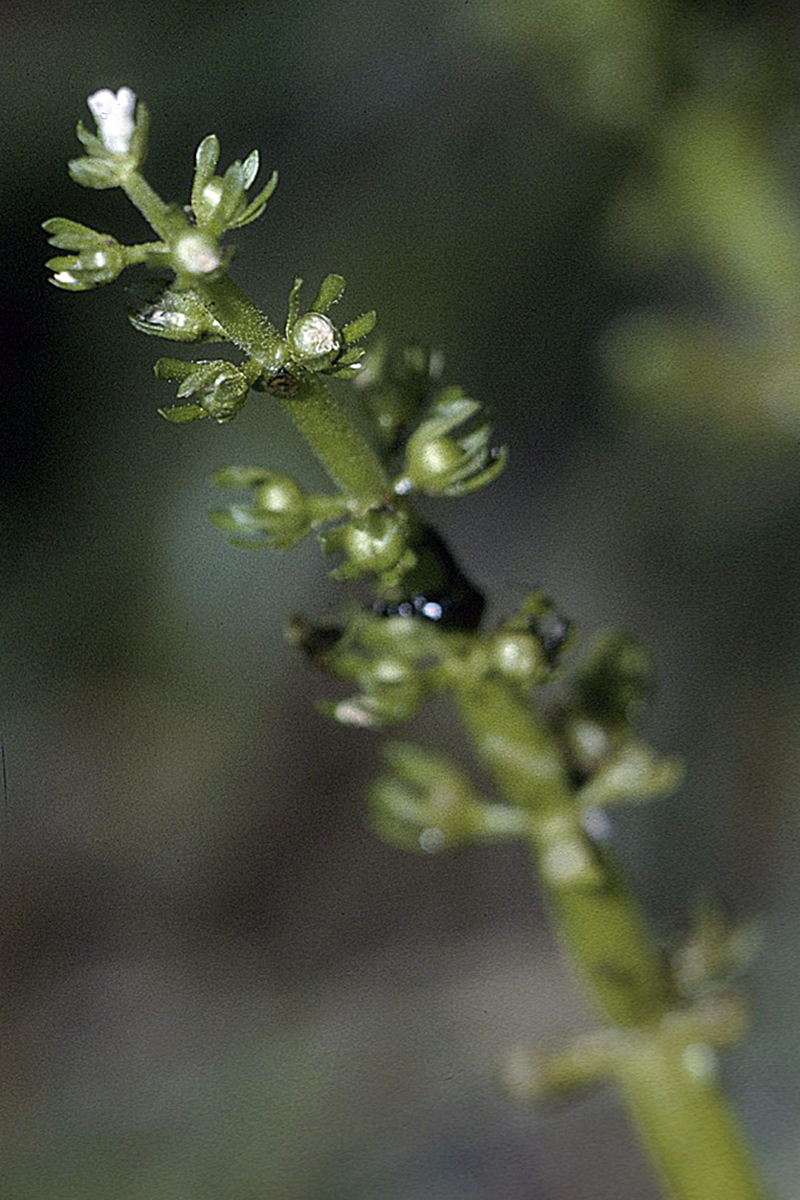
Hottonia inflata - fleurs.

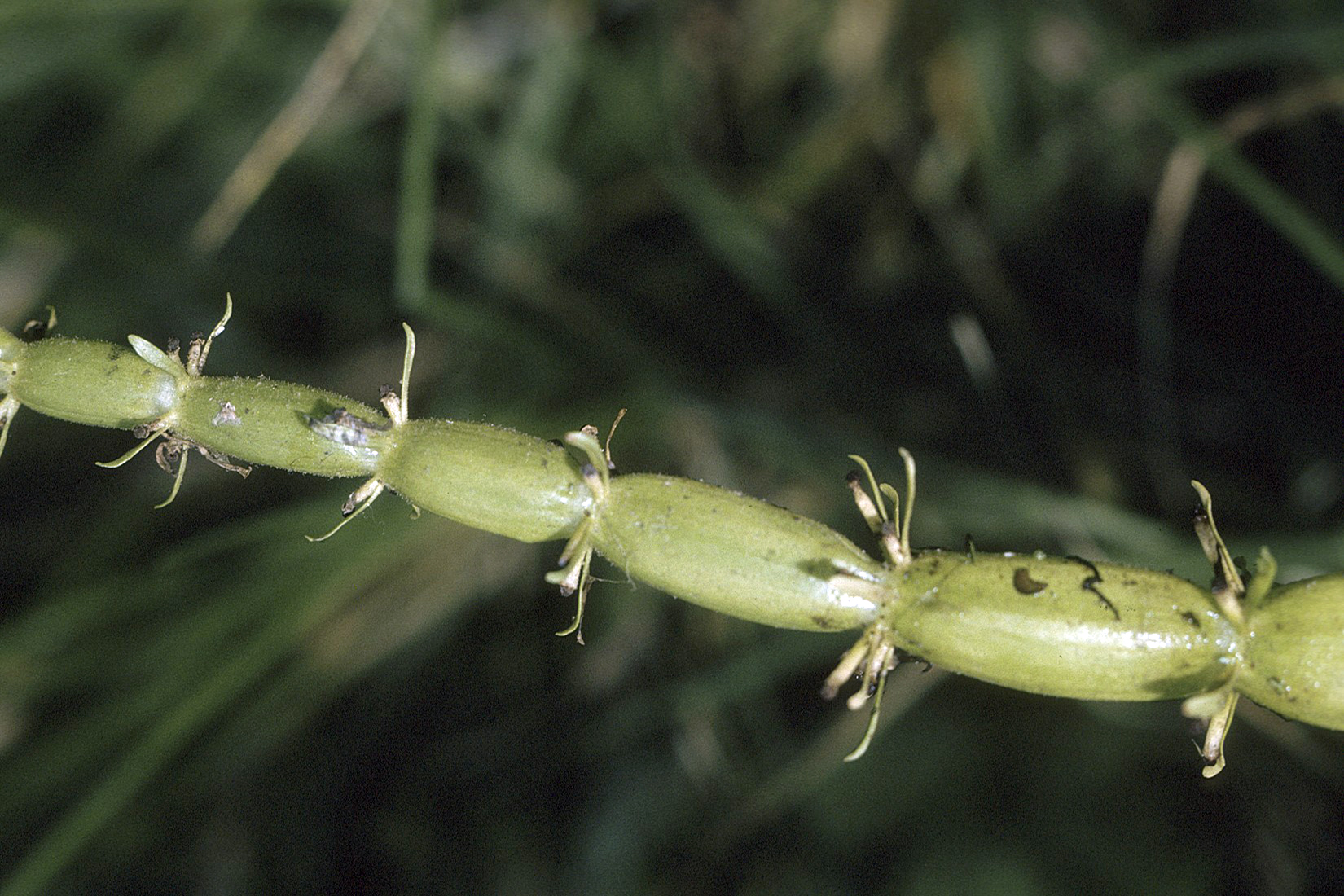
Inflorescence avec rachis gonflé.

C'est une plante herbacée aux tiges longues de 30 à 50 cm, aux feuilles largement espacées proximalement, devenant groupées à verticillées près de l'inflorescence ; leur limbe est long de 1 à 8 cm.
Les inflorescences sont avec rachis (rayons) et pédoncule gonflés. Les fleurs ont le calice long de 3 à 10 mm, plus long que la corolle, blanche, longue de 3 à 6 mm. Les fruits sont des capsules de 1,5 à 3 mm de long. Les graines mesurent 0,4 à 0,6 mm. La ploïdie est de 2n = 22.

## Habitat et répartition

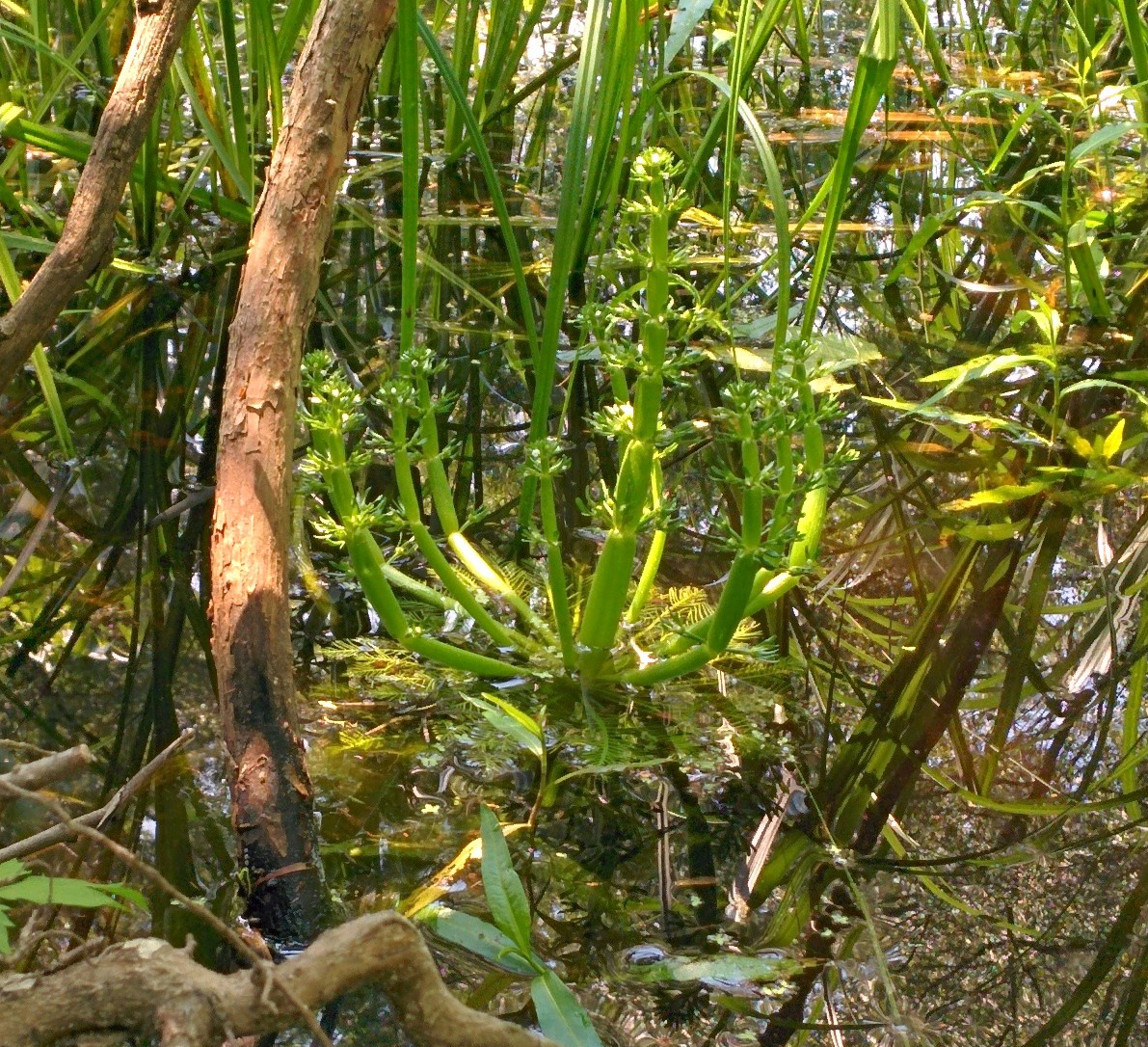
Hottonia inflata en fleurs, dans une baie de Caroline.

On la trouve dans la moitié Sud-Est des États-Unis. La floraison est estivale. L'espèce pousse dans les mares, les marécages, les cours d'eau, bras morts tranquilles, jusqu'à 200 m d'altitude.
Hottonia inflata a été signalée dans l'Île-du-Prince-Édouard, mais il s'agissait très probablement d'un vagabond occasionnel ; aucun spécimen n'est connu et il n'a pas été revu depuis. Aucun spécimen n'a été trouvé pour justifier les rapports de présence de H. inflata en Floride. L'espèce est inscrite sur la liste des espèces menacées ou en danger dans certains états et elle a probablement disparu de Pennsylvanie, où elle a été collectée pour la dernière fois en 1931.